# Euryrhynchus tomasi
Euryrhynchus tomasi is een garnalensoort uit de familie van de Euryrhynchidae. De wetenschappelijke naam van de soort is voor het eerst geldig gepubliceerd in 2007 door De Grave.